# Pareutropius longifilis
Pareutropius longifilis är en fiskart som först beskrevs av Steindachner, 1914.  Pareutropius longifilis ingår i släktet Pareutropius och familjen Schilbeidae. IUCN kategoriserar arten globalt som livskraftig. Inga underarter finns listade i Catalogue of Life.